# Ngựa đua Friesian
Ngựa đua Friesian là một giống ngựa thuộc nhóm ngựa đua, là một giống lai của ngựa Friesian với hướng chuyên hóa đến việc tham gia tranh tài ở các cuộc thi ngựa. Trong khi một số người coi Ngựa đua Friesian là một giống ngựa riêng biệt, một số người lại cho rằng gựa thể thao Friesian chỉ có thể coi là một loại ngựa. Một số người đôi khi sử dụng thuật ngữ "Ngựa đua Friesian" như một thuật ngữ tổng quát để mô tả bất kỳ giống ngựa lai Friesian nào.

## Lịch sử
Con người đã cho lai tạo ngựa Friesian trong hơn một thế kỷ. Năm 1879, nhà đăng ký Friesian đã tạo ra hai cuốn sách để đăng ký, một cuốn sách cho ngựa Friesian thuần chủng và một cuốn sách khác cho những nhóm ngựa lai tạo. Việc lai giống đã trở nên phổ biến vào năm 1907 rằng các quy tắc đã được thay đổi một lần nữa, kết hợp hai cuốn sách lại thành một cuốn sách. Điều này thay đổi một lần nữa vào năm 1915, với những lo ngại về khả năng tuyệt chủng của Friesian thuần chủng, và hai cuốn sách lại được tách ra. Cuối cùng, hai nhà đăng ký cho ngựa Friesian riêng biệt được tạo ra, tiếng Hà Lan và tiếng Đức.
Cuốn sách về giống ngựa đua Friesian được viết năm 2007 bởi Hiệp hội Ngựa đua Friesian (FSA) và năm 2008 FSA đã đăng ký tên tiêng "Ngựa đua Friesian". Hiệp hội Ngựa đua Friesian ban đầu được thành lập tại Hoa Kỳ, nhưng ngay sau đó một chi nhánh đã được bổ sung tại Úc và Hiệp hội Ngựa đua Friesian hiện nhận đăng ký cho ngựa đua Friesian trên toàn thế giới.